# Инженер года России

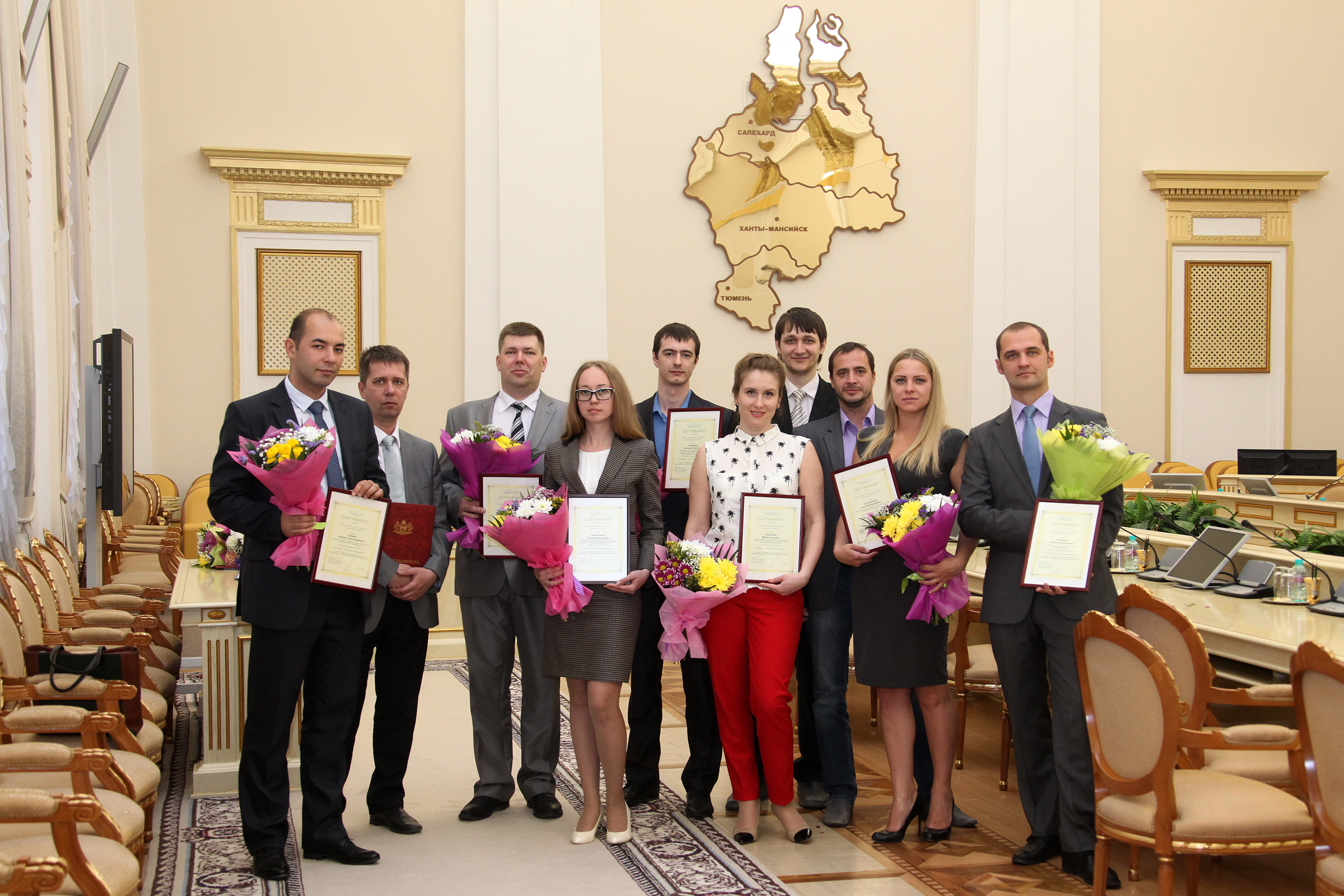
Сотрудники ООО «ТюменНИИгипрогаз» – лауреаты конкурса «Инженер года – 2015». г. Тюмень.

Инженер года России — ежегодный всероссийский конкурс по выявлению лучших инженеров, элиты инженерного корпуса, популяризацию их труда, пропаганду достижений и опыта лучших инженеров Российской Федерации.
Конкурс проводится с 2000 года.

## Организаторы конкурса
Конкурс проводится независимыми от государственных структур и организаций общественными объединениями, представляющими профессиональных ученых и инженеров России и стран Содружества независимых государств:
- Российский Союз научных и инженерных общественных объединений,
- Международный Союз научных и инженерных общественных объединений,
- Академия инженерных наук имени А. М. Прохорова,
- Межрегиональный общественный фонд содействия научно-техническому прогрессу.

## Цели конкурса
1) выявление элиты российского инженерного корпуса;
2) пропаганда достижений и опыта лучших инженеров страны;
3) формирование реестра (банка данных) лучших инженеров страны;
4) привлечение внимания к проблемам качества инженерных кадров в России;
5) повышение привлекательности труда и профессионализма инженерных работников;
6) формирование интереса к инженерному труду в молодежной среде.

## Требования к участникам конкурса

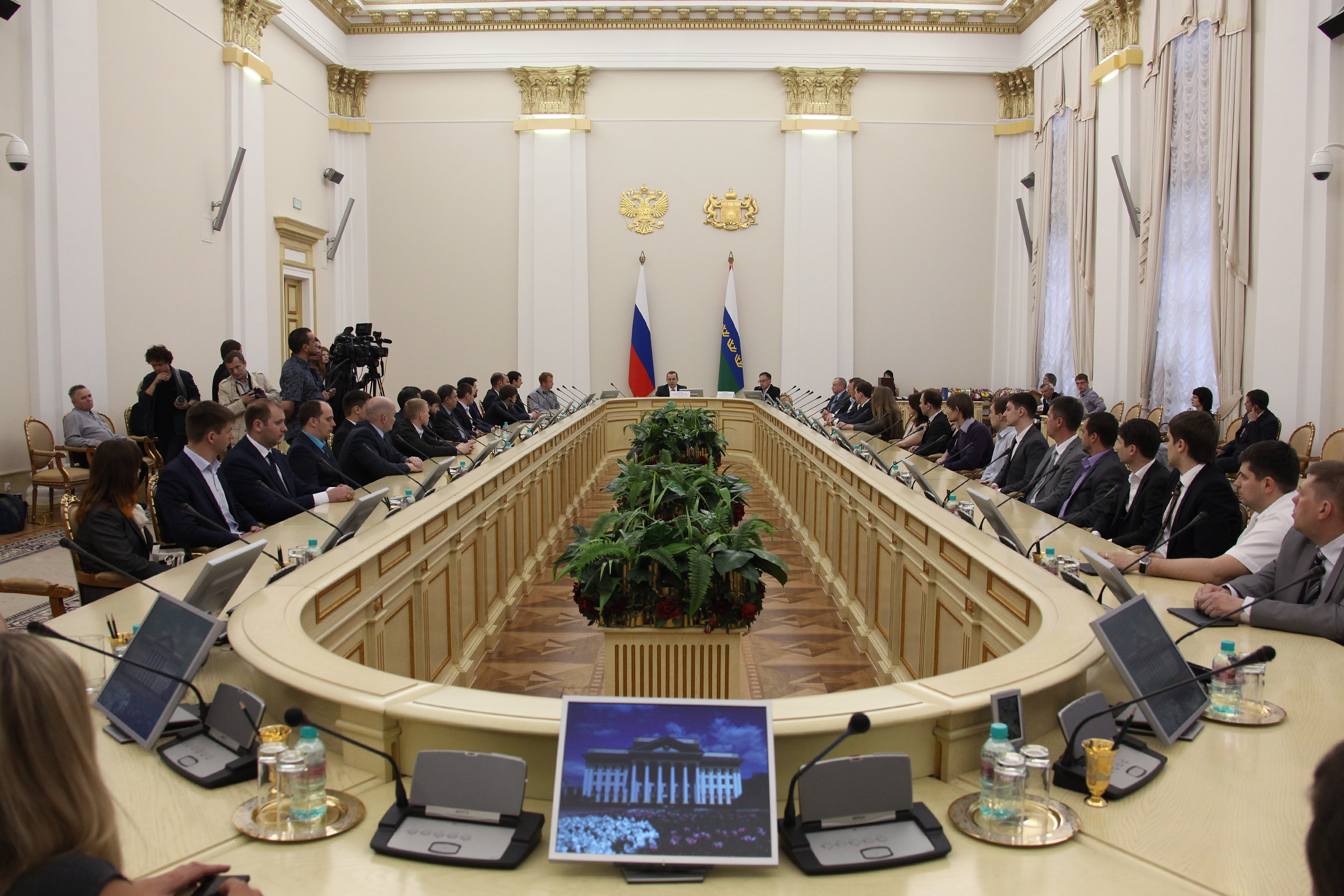
Церемония награждения лауреатов конкурса «Инженер года – 2015». г. Тюмень.

Участниками конкурса могут стать специалисты, занятые научно-инженерной деятельностью на предприятиях, в организациях и учреждениях различных форм собственности, добившиеся в оцениваемый период существенных профессиональных результатов.
К участию в конкурсе допускаются лица, имеющие высшее инженерное образование и высокий уровень компетенции, независимо от их возраста, должности, наличия ученого звания и степени.
При этом соискатель должен располагать такими результатами научно-инженерной деятельности или инженерных разработок, которые по своим показателям находятся на уровне современных требований.
Уровень и потенциал компетентности соискателя определяется органами, выдвинувшими кандидатуру, с учётом следующих аспектов:
- самостоятельность технического мышления и готовность к разработке новых материалов, машин, приборов, технологий, владение навыками автоматизированного проектирования, конструирования машин и приборов;
- знание основ методологии научно-технического поиска и методов научного исследования (моделирование и экспериментальные методы);
- участие в формах непрерывного образования, самообразования;
- владение основами бизнеса, менеджмента, маркетинга, инновационной деятельности;
- обладание профессиональной этикой и экологическим сознанием;
- общеинженерная и общенаучная организационно-экономическая подготовка, сочетание профессиональных знаний и практических навыков и умений;
- комплексность подготовки, ориентированная на аналитическую деятельность, гибкую адаптацию к изменениям содержания профессиональной деятельности;
- умение свободно выражать свои суждения по техническим вопросам на базе научного анализа и синтеза;
- способность работать над многодисциплинарными проектами;
- практическая значимость полученных научных результатов и их технико-экономический эффект.

## Версии конкурса
- «Инженерное искусство молодых» — для участвующих в конкурсе молодых специалистов до 30 лет включительно;
- «Профессиональные инженеры» — для участников конкурса, имеющих стаж работы на инженерных должностях не менее 5 лет.

## Номинации конкурса
1. Транспорт (автомобильный, железнодорожный, водный)
2. Транспортное и дорожное строительство
3. Информатика, информационные сети, вычислительная техника
4. Радиотехника, электроника, связь
5. Химия
6. Судостроение
7. Сварка
8. Чёрная металлургия
9. Цветная металлургия
10. Электроснабжение. Электрические сети и системы
11. Атомная энергетика
12. Электроэнергетика
13. Теплоэнергетика
14. Возобновляемые источники энергии
15. Техника высоких напряжений
16. Электротехника
17. Нефтяная и газовая промышленность
18. Керамическое производство
19. Авиация и космонавтика
20. Машиностроение
21. Автоматизация и механизация сельского хозяйства
22. Строительство и стройиндустрия
23. Приборостроение и диагностика
24. Медицинская техника
25. Деревообработка, бумажная промышленность, тара и упаковка
26. Лесное хозяйство
27. Легкая промышленность
28. Коммунальное хозяйство, бытовое обслуживание
29. Геология, землеустройство, геодезия, картография
30. Горная промышленность и подземное строительство
31. Экология и мониторинг окружающей среды
32. Полиграфия
33. Пищевая промышленность
34. Биотехнология
35. Инженерная экономика
36. Организация управления научной и инженерной деятельностью (только для специалистов не моложе 31 года)
37. Организация управления промышленным производством (только для специалистов не моложе 31 года)
38. Организация управления строительством (только для специалистов не моложе 31 года)
39. Техника военного и специального назначения
40. Системы и технологии обеспечения безопасности производства
41. Лазерная техника
42. Менеджмент качества
43. Оптика, оптико-механические, оптико-электронные системы

## Процедуры отбора и награждение победителей конкурса
Процедуры отбора включают два тура, в ходе которых независимая комиссия проводит экспертную оценку конкурсантов по каждой из двух версий конкурса.
Участникам конкурса, прошедшим первый (отборочный) тур по версии «Инженерное искусство молодых», выдается Диплом «Победитель первого тура Всероссийского конкурса „Инженер года“», по версии «Профессиональные инженеры» — сертификат «Профессионального инженера России».
В ходе второго тура, в каждой номинации определяются три победителя конкурса (соответственно по первой и второй его версиям).
Победители конкурса награждаются Дипломом жюри конкурса и памятной медалью «Лауреат конкурса».
На реверсе медали, вручаемой победителям конкурса по молодежной версии, содержится надпись: «Инженерное искусство молодых».
Лауреатам конкурса по названной версии вручается также сертификат «Профессионального инженера России».
Соискатели, не прошедшие первый тур, но обладающие творческим отношением к профессиональной деятельности, получают Почётную грамоту Российского Союза научных и инженерных общественных организаций.
Материалы о проведении и итогах конкурса публикуются в средствах массовой информации.
По итогам конкурса планируется издание буклета с именами победителей конкурса и краткой информацией об их достижениях.
Лауреаты и участники конкурса, получившие сертификат «Профессиональный инженер России», заносятся в соответствующий реестр, размещенный на Web-сайте Российского Союза НИО в ИНТЕРНЕТЕ.
Подведение итогов и награждение победителей конкурса проводится с декабря текущего года по февраль следующего года.